# Simon Breitfuss Kammerlander
Simon Breitfuss Kammerlander (Pitztal, Tirol, 13 de octubre de 1992) es un esquiador alpino austríaco, nacionalizado boliviano.

## Biografía
Visitó Bolivia por primera vez cuando tenía ocho años de edad debido a que su padre era entrenador de esquí en Argentina. En 2009 se reunió con los miembros de la Federación Boliviana de Esquí cuando la misma iniciaba sus funciones. En 2015, tras seis años de trámites, obtuvo la nacionalidad boliviana, con lo que obtuvo también el derecho de representar a Bolivia en los Juegos Olímpicos de Invierno. Desde entonces vive una parte del año en Austria y otra en Bolivia, donde también estudia.

## Carrera deportiva
Debido a que no consiguió un lugar en el equipo nacional austríaco, probó suerte compitiendo para Bolivia. Durante los años que intentó obtener la nacionalidad boliviana no pudo esquiar. También debió ser operado dos veces en una de sus rodillas.
Hizo su debut en la copa del mundo de esquí alpino en Austria en el evento de eslalon gigante el 23 de octubre de 2016. Allí no pudo clasificarse para la segunda carrera terminando en el 78.º lugar. Compitió por Bolivia en el Campeonato Mundial de Esquí Alpino de 2017 en Sankt Moritz, Suiza. Terminó 46.º en el evento de súper gigante y no pudo terminar la primera carrera del eslalon y eslalon gigante.

### Pyeongchang 2018
Representó a Bolivia por primera vez en los juegos de Pyeongchang 2018, celebrados en Corea del Sur. Allí fue abanderado en la ceremonia de apertura. Compartió la delegación boliviana con el esquiador de origen finlandés Timo Juhani Grönlund.
Resultados
| Evento                    | Hit 1   | Hit 1 | Hit 2       | Hit 2       | Total       | Total       |
| Evento                    | Tiempo  | Pos.  | Tiempo      | Pos.        | Tiempo      | Pos.        |
| ------------------------- | ------- | ----- | ----------- | ----------- | ----------- | ----------- |
| Combinado Masculino       | 1:22.94 | 49    | No finalizó | No finalizó | No finalizó | No finalizó |
| Descenso Masculino        |         |       |             |             | 1:47.87     | 47          |
| Eslalon Gigante Masculino |         |       |             |             |             |             |
| Eslalon Masculino         |         |       |             |             |             |             |
| Súper-G Masculino         |         |       |             |             | 1:31.69     | 45          |